# Bachman-Turner Overdrive
Bachman-Turner Overdrive, auch bekannt als BTO, war eine kanadische Rockband aus Winnipeg, die in den 1970er Jahren eine Reihe von Hits hatte. Ihr erfolgreichster Titel ist You Ain’t Seen Nothing Yet aus dem Jahr 1974.
Musikalisch ist BTO den frühen Hard-Rock-Bands zuzuordnen. Die Gruppe spielte melodische Lieder, die von eingängigen Gitarrenriffs geprägt sind.

## Bandgeschichte
BTO entstand aus der Band Brave Belt, die 1970 von Randy Bachman und Chad Allan (von The Guess Who) zusammen mit Robbie Bachman und C. F. „Fred“ Turner gegründet worden war. Ursprünglich sollte auch Keith Emerson von The Nice mitmachen, doch er fiel wegen Krankheit aus. Nach zwei mäßig erfolgreichen Alben wurde Chad Allan durch Tim Bachman ersetzt, den dritten der Bachman-Brüder. Der Name der Band wurde in Anlehnung an ein LKW-Magazin in Bachman-Turner Overdrive geändert. 
Ihr erstes selbstbetiteltes Album erschien 1973. Das nächste Album, Bachman-Turner Overdrive II, war in den Vereinigten Staaten und Kanada ein großer Erfolg. Es enthielt den Hit Takin’ Care of Business, der unter anderem in zwölf Filmen verwendet wurde.
Tim Bachman verließ die Gruppe, um als Produzent zu arbeiten, und wurde durch Blair Thornton ersetzt. Das folgende Album Not Fragile erschien 1974, es enthielt den Nummer-eins-Hit You Ain’t Seen Nothing Yet. Die nächsten Alben waren Four Wheel Drive und Head On, beide aus dem Jahr 1975.
Nach Erscheinen des Albums Freeways (1977) verließ Randy Bachman die Band, begann eine Solokarriere und arbeitete mit der Band Ironhorse. Der verbliebene Rest von BTO veröffentlichte weitere, nicht sehr erfolgreiche Alben und löste sich schließlich auf.
In den 1980er Jahren gingen zwei wiedervereinigte Bands auf Tour, eine unter dem Namen Bachman-Turner Overdrive (mit Randy Bachman), die andere als BTO (mit Robbie Bachman). In der Simpsons-Episode Ein Pferd für die Familie hatten sie einen Gastauftritt. Mittlerweile spielen Randy Bachman und Fred Turner als Duo Bachman & Turner wieder zusammen, z. B. auf dem Sweden Rock Festival 2010.
Am 3. November 2010 starb Jim Clench in Montreal an Lungenkrebs. Er war nach 1975 zeitweise Bassist der Band gewesen und hatte davor sowie nach 1992 bei April Wine gespielt. 2014 wurden BTO mit der Aufnahme in die Canadian Music Hall of Fame geehrt.
Robbie Bachman starb im Januar 2023 im Alter von 69 Jahren, Tim Bachman Ende April 2023 im Alter von 71 Jahren.

## Diskografie

### Studioalben
| Jahr | Titel                       | Höchstplatzierung, Gesamtwochen, AuszeichnungChartplatzierungen (Jahr, Titel, Platzierungen, Wochen, Auszeichnungen, Anmerkungen) | Höchstplatzierung, Gesamtwochen, AuszeichnungChartplatzierungen (Jahr, Titel, Platzierungen, Wochen, Auszeichnungen, Anmerkungen) | Höchstplatzierung, Gesamtwochen, AuszeichnungChartplatzierungen (Jahr, Titel, Platzierungen, Wochen, Auszeichnungen, Anmerkungen) | Höchstplatzierung, Gesamtwochen, AuszeichnungChartplatzierungen (Jahr, Titel, Platzierungen, Wochen, Auszeichnungen, Anmerkungen) | Höchstplatzierung, Gesamtwochen, AuszeichnungChartplatzierungen (Jahr, Titel, Platzierungen, Wochen, Auszeichnungen, Anmerkungen) | Anmerkungen                                                                 |
| Jahr | Titel                       | DE | AT | CH | UK | US | Anmerkungen                                                                 |
| ---- | --------------------------- | --- | --- | --- | --- | --- | --------------------------------------------------------------------------- |
| 1973 | Bachman-Turner Overdrive    | — | — | — | — | US70 Gold · (68 Wo.)US | Erstveröffentlichung: August 1973                                           |
| 1974 | Bachman-Turner Overdrive II | DE34 (12 Wo.)DE | — | — | — | US4 Gold · (75 Wo.)US | Erstveröffentlichung: Januar 1974 Charteintritt in DE erst im März 1975     |
| 1974 | Not Fragile                 | DE6 (28 Wo.)DE | AT8 (4 Wo.)AT | — | UK12 Silber · (13 Wo.)UK | US1 Gold · (50 Wo.)US | Erstveröffentlichung: August 1974                                           |
| 1975 | As Brave Belt               | — | — | — | — | US180 (3 Wo.)US | Reissue des Albums Brave Belt II (1972)                                     |
| 1975 | Four Wheel Drive            | DE19 (16 Wo.)DE | — | — | — | US5 Gold · (22 Wo.)US | Erstveröffentlichung: Mai 1975                                              |
| 1976 | Head On                     | — | — | — | — | US23 Gold · (21 Wo.)US | Erstveröffentlichung: Dezember 1975                                         |
| 1977 | Freeways                    | — | — | — | — | US70 (9 Wo.)US | Erstveröffentlichung: März 1977                                             |
| 1978 | Street Action               | — | — | — | — | US130 (4 Wo.)US | Erstveröffentlichung: März 1978 als BTO                                     |
| 1979 | Rock n’ Roll Nights         | — | — | — | — | US165 (4 Wo.)US | Erstveröffentlichung: März 1979 als BTO                                     |
| 1984 | Bachman Turner Overdrive    | — | — | — | — | US191 (2 Wo.)US | Erstveröffentlichung: September 1984 alternativer Albumtitel: Hard and Fast |

grau schraffiert: keine Chartdaten aus diesem Jahr verfügbar
Weitere Studioalben
- 1971: Brave Belt (als Brave Belt)
- 1972: Brave Belt II (als Brave Belt)
- 1996: Trial by Fire – Greatest & Latest
- 1998: King Biscuit Flower Hour Presents

### Livealben
- 1977: Japan Tour
- 1986: Live! Live! Live!
- 1986: The All Time Greatest Hits Live
- 1994: Best of Bachman-Turner Overdrive Live
- 2000: Live
- 2007: Live

### Kompilationen
| Jahr | Titel                     | Höchstplatzierung, Gesamtwochen, AuszeichnungChartplatzierungen (Jahr, Titel, Platzierungen, Wochen, Auszeichnungen, Anmerkungen) | Höchstplatzierung, Gesamtwochen, AuszeichnungChartplatzierungen (Jahr, Titel, Platzierungen, Wochen, Auszeichnungen, Anmerkungen) | Höchstplatzierung, Gesamtwochen, AuszeichnungChartplatzierungen (Jahr, Titel, Platzierungen, Wochen, Auszeichnungen, Anmerkungen) | Höchstplatzierung, Gesamtwochen, AuszeichnungChartplatzierungen (Jahr, Titel, Platzierungen, Wochen, Auszeichnungen, Anmerkungen) | Höchstplatzierung, Gesamtwochen, AuszeichnungChartplatzierungen (Jahr, Titel, Platzierungen, Wochen, Auszeichnungen, Anmerkungen) | Anmerkungen                       |
| Jahr | Titel                     | DE | AT | CH | UK | US | Anmerkungen                       |
| ---- | ------------------------- | --- | --- | --- | --- | --- | --------------------------------- |
| 1976 | Best of B. T. O. (So Far) | — | — | — | — | US19 Platin · (15 Wo.)US | Erstveröffentlichung: August 1976 |

grau schraffiert: keine Chartdaten aus diesem Jahr verfügbar
Weitere Kompilationen
- 1974: Bachman-Turner Overdrive
- 1979: BTO’s Greatest
- 1983: You Ain’t Seen Nothing Yet
- 1988: Night Riding
- 1993: The Anthology
- 1994: Roll On Down the Highway
- 1996: The Very Best Of
- 1998: Takin’ Care of Business
- 1998: Best of B.T.O (Remastered Hits)
- 2000: 20th Century Masters – The Best of Bachman-Turner Overdrive
- 2001: The Collection
- 2001: Classic
- 2001: The Very Best of Bachman Turner Overdrive
- 2005: Gold
- 2006: Takin’ Care of Business
- 2007: Colour Collection
- 2008: Star-Club präsentiert: Bachman-Turner Overdrive
- 2008: The Definitive Collection
- 2010: Icon
- 2012: 40th Anniversary
- 2013: You Ain’t Seen Nothing Yet: The Collection

### Singles
| Jahr | Titel Album                                         | Höchstplatzierung, Gesamtwochen, AuszeichnungChartplatzierungen (Jahr, Titel, Album, Platzierungen, Wochen, Auszeichnungen, Anmerkungen) | Höchstplatzierung, Gesamtwochen, AuszeichnungChartplatzierungen (Jahr, Titel, Album, Platzierungen, Wochen, Auszeichnungen, Anmerkungen) | Höchstplatzierung, Gesamtwochen, AuszeichnungChartplatzierungen (Jahr, Titel, Album, Platzierungen, Wochen, Auszeichnungen, Anmerkungen) | Höchstplatzierung, Gesamtwochen, AuszeichnungChartplatzierungen (Jahr, Titel, Album, Platzierungen, Wochen, Auszeichnungen, Anmerkungen) | Höchstplatzierung, Gesamtwochen, AuszeichnungChartplatzierungen (Jahr, Titel, Album, Platzierungen, Wochen, Auszeichnungen, Anmerkungen) | Anmerkungen                                                                    | [↑]: gemeinsam behandelt mit vorhergehendem Eintrag; [←]: in beiden Charts platziert |
| Jahr | Titel Album                                         | DE | AT | CH | UK | US | Anmerkungen                                                                    |                                                                                      |
| ---- | --------------------------------------------------- | --- | --- | --- | --- | --- | ------------------------------------------------------------------------------ | ------------------------------------------------------------------------------------ |
| 1973 | Blue Collar Bachman-Turner Overdrive                | — | — | — | — | US68 (6 Wo.)US | Erstveröffentlichung: August 1973 Autor: Charles Fred Turner                   |                                                                                      |
| 1974 | Let It Ride Bachman-Turner Overdrive II             | — | — | — | — | US23 (15 Wo.)US | Erstveröffentlichung: Februar 1974 Autoren: Charles Fred Turner, Randy Bachman |                                                                                      |
| 1974 | Takin’ Care of Business Bachman-Turner Overdrive II | — | — | — | — | US12 (20 Wo.)US | Erstveröffentlichung: Mai 1974 Autor und Vocals: Randy Bachman                 |                                                                                      |
| 1974 | You Ain’t Seen Nothing Yet Not Fragile              | DE1 (24 Wo.)DE | AT3 (20 Wo.)AT | CH5 (9 Wo.)CH | UK2 Silber · (12 Wo.)UK | US1 Gold · (17 Wo.)US | Erstveröffentlichung: 9. September 1974 Autor: Randy Bachman                   |                                                                                      |
| 1974 | Free Wheelin’ Not Fragile                           | — | — | — | —[US: ↑] | US1 Gold · (17 Wo.)US | US-B-Seite von You Ain’t Seen Nothing Yet Autor: Blair Thornton                |                                                                                      |
| 1975 | Roll On Down the Highway Not Fragile                | DE18 (13 Wo.)DE | — | — | UK22 (6 Wo.)UK | US14 (11 Wo.)US | Erstveröffentlichung: Januar 1975 Autoren: Charles Fred Turner, Rob Bachman    |                                                                                      |
| 1975 | Hey You Four Wheel Drive                            | DE9 (17 Wo.)DE | AT14 (4 Wo.)AT | — | — | US21 (12 Wo.)US | Erstveröffentlichung: Mai 1975 Autor: Randy Bachman                            |                                                                                      |
| 1975 | Down to the Line The Anthology                      | — | — | — | — | US43 (7 Wo.)US | Erstveröffentlichung: Oktober 1975 Autor und Vocals: Randy Bachman             |                                                                                      |
| 1976 | Take It Like a Man Head On                          | — | — | — | — | US33 (7 Wo.)US | Erstveröffentlichung: Januar 1976 Autoren: Blair Thornton, Charles Fred Turner |                                                                                      |
| 1976 | Lookin’ Out for #1 Head On                          | — | — | — | — | US65 (6 Wo.)US | Erstveröffentlichung: April 1976 Autor: Randy Bachman                          |                                                                                      |
| 1976 | Gimme Your Money Please Best of B. T. O. (So Far)   | — | — | — | — | US70 (5 Wo.)US | Erstveröffentlichung: September 1976 Autor: Charles Fred Turner                |                                                                                      |
| 1979 | Heartaches Rock n’ Roll Nights                      | — | — | — | — | US60 (7 Wo.)US | Erstveröffentlichung: März 1979 Autor: Charles Fred Turner                     |                                                                                      |

Weitere Singles
- 1971: Rock and Roll Band (als Brave Belt)
- 1971: Never Comin’ Home (als Brave Belt)
- 1971: Crazy Arms, Crazy Eyes (als Brave Belt)
- 1972: Can You Feel It (als Brave Belt)
- 1972: Dunrobin’s Gone (als Brave Belt)
- 1973: Stayed Awake All Night
- 1973: Hold Back the Water
- 1973: Gimme Your Money Please
- 1975: Find Out About Love
- 1976: Away from Home
- 1977: Shotgun Rider
- 1977: Life Still Goes On (I’m Lonely)
- 1977: My Wheels Won’t Turn
- 1977: Down, Down
- 1977: Easy Groove
- 1978: Down the Road
- 1979: Jamaica
- 1984: For the Weekend
- 1984: My Sugaree

## Auszeichnungen für Musikverkäufe
| Goldene Schallplatte - Kanada - 1977: für das Album Freeways Platin-Schallplatte - Kanada - 1975: für das Album Four Wheel Drive - 1976: für das Album Bachman-Turner Overdrive - 1976: für das Album Bachman-Turner Overdrive II - 1976: für das Album Head On - 1976: für das Album Not Fragile - 1976: für das Album Best of B. T. O. (So Far) - 2013: für das Videoalbum Live at the Roseland Ballroom - Neuseeland - 2022: für die Single You Ain’t Seen Nothing Yet |

Anmerkung: Auszeichnungen in Ländern aus den Charttabellen bzw. Chartboxen sind in ebendiesen zu finden.
| Land/RegionAuszeichnungen für Musikverkäufe (Land/Region, Auszeichnungen, Verkäufe, Quellen) | Silber     | Gold     | Platin     | Verkäufe  | Quellen          |
| -------------------------------------------------------------------------------------------- | ---------- | -------- | ---------- | --------- | ---------------- |
| Kanada (MC)                                                                                  | —          | Gold1    | 7× Platin7 | 660.000   | musiccanada.com  |
| Neuseeland (RMNZ)                                                                            | —          | —        | Platin1    | 30.000    | radioscope.co.nz |
| Vereinigte Staaten (RIAA)                                                                    | —          | 6× Gold6 | Platin1    | 4.000.000 | riaa.com         |
| Vereinigtes Königreich (BPI)                                                                 | 2× Silber2 | —        | —          | 310.000   | bpi.co.uk        |
| Insgesamt                                                                                    | 2× Silber2 | 7× Gold7 | 9× Platin9 |           |                  |